# Rhaebo colomai
Rhaebo colomai es una especie de anfibio de la familia Bufonidae. Es endémica del norte de Ecuador y el extremo sur de Colombia, en la vertiente oeste de los Andes. Habita en zonas cercanas a arroyos en bosques secundarios entre los 1180 y los 1500 m de altitud.
Se encuentra amenazada de extinción debido a su reducida área de distribución y a la pérdida y deterioro de su hábitat natural causada por la agricultura, tala de madera y minería.